# Place André-Malraux

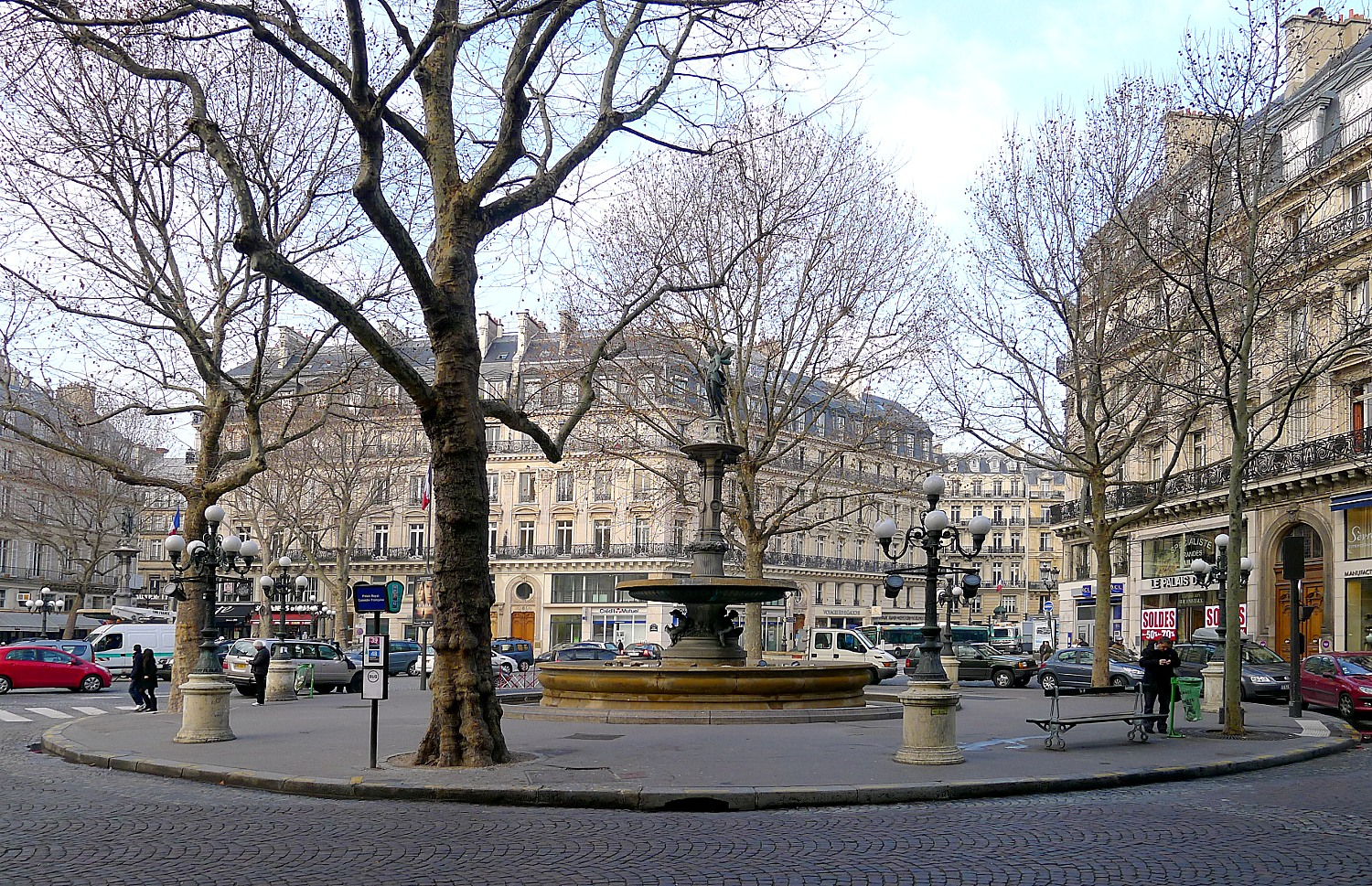
Place André-Malraux.

Place André-Malraux är ett torg i det första arrondissementet i Paris, Frankrike.
Torget avgränsas främst av gatorna Rue Saint-Honoré och Rue de Richelieu. Avenyn Avenue de l'Opéra börjar också här och sträcker sig från Place André-Malraux till L'Opéra Garnier. 